# Werner Wanker
Werner Wanker (sinh ngày 8 tháng 4 năm 1958) là một người Áo chơi môn thể thao curler. Ông là tay ném đầu tiên của đội  Kitzbühl CC, chơi ở Áo trong các trận đấu quốc tế, và "Cúp vô địch Curler Áo 2004)" ("Österreichischer Curling Staatsmeister 2004").